# Trần Công Minh
Trần Công Minh (sinh 1 tháng 9 năm 1970) là một cựu cầu thủ của Câu lạc bộ Đồng Tháp và đội tuyển Việt Nam, hiện nay ông là huấn luyện viên bóng đá. Ông thi đấu ở vị trí hậu vệ phải và được xem là một trong những hậu vệ cánh xuất sắc nhất lịch sử bóng đá Việt Nam từ trước tới nay và là một thành viên chủ chốt của đội tuyển Việt Nam từ năm 1993 đến 2000. Ông giành được danh hiệu Quả bóng vàng Việt Nam vào năm 1999 và một số danh hiệu Quả bóng bạc và đồng ở các năm trước đó. Sau khi giải nghệ vào năm 2002, Trần Công Minh chuyển sang công tác huấn luyện. Hiện ông đang là HLV trưởng Câu lạc bộ Đồng Tháp.

## Sự nghiệp tại câu lạc bộ
Trần Công Minh vốn không phải cầu thủ được đào tạo chuyên nghiệp. Ông xuất thân là một sinh viên của trường Cao đẳng Sư phạm Đồng Tháp. Với năng khiếu chơi bóng, năm 1987, ông tham gia đội bóng đá trẻ Đồng Tháp, sau đó chuyển lên đội hình chính cùng lứa với các cầu thủ như Trần Thanh Nhạc, Trịnh Tấn Thành, Huỳnh Quốc Cường, Phạm Anh Tuấn, Ngô Công Nhậm, Nguyễn Phát Đạt. Năm 1989 và 1996, Trần Công Minh đoạt chức vô địch quốc gia trong màu áo Đồng Tháp. Ông đã thi đầu cho Đồng Tháp đến khi giải nghệ vào năm 2002.

## Sự nghiệp thi đấu quốc tế
Trần Công Minh được gọi vào đội tuyển quốc gia lần đầu tiên vào năm 1995 để chuẩn bị cho SEA Games 18. Tại Sea Games này, ông chia sẻ vị trí hậu vệ phải với hậu vệ Nguyễn Chí Bảo (Công an TP.HCM). Trong trận đấu cuối cùng của vòng bảng gặp Indonesia, chính nỗ lực dốc bóng lăn xả của ông đã tạo cơ hội để tiền vệ Nguyễn Hữu Đang đệm bóng ghi bàn thắng quyết định của trận đấu, loại đội tuyển chủ nhà Indonesia, đồng thời đem lại chiếc vé vào bán kết cho đội tuyển Việt Nam.
Kể từ sau SEA Games 18, ông trở thành hậu vệ phải không thể thay thể trong đội tuyển Việt Nam. Với lối chơi công thủ toàn diện và tinh thần thi đấu cao độ, ông để lại ấn tượng sâu sắc trong lòng người hâm mộ.
Tại Tiger Cup 1996, Trần Công Minh là một trong những tuyển thủ thi đấu xuất sắc nhất. Ông đã ghi được 2 bàn thắng cho đội tuyển: một bàn trong trận thắng Campuchia 3–1 và một bàn thắng đáng nhớ trong trận thắng Myanmar 4–1.
Tại SEA Games 19, do chấn thương, ông đã không tham dự trận đấu đầu tiên gặp Malaysia. Thế vào chỗ của ông là cầu thủ Nguyễn Phúc Nguyên Chương. Đội tuyển Việt Nam đã để thua 0–1.
Tại Tiger Cup 1998, ông một lần nữa tỏa sáng trong vai trò hậu vệ phải. Trong trận đấu đầu tiên gặp Lào, ông đã kiến tạo 2 đường chuyền thành bàn cho đồng đội. Tuy nhiên, đội tuyển Việt Nam một lần nữa lỗi hẹn với chức vô địch.
Tại SEA Games 20, hàng phòng ngự của Việt Nam gồm Đỗ Khải, Mai Tiến Dũng, Phạm Như Thuần, Nguyễn Đức Thắng và Trần Công Minh được xem là hàng phòng ngự chắc chắn nhất giải. Cho đến trước trận chung kết, họ không để lọt lưới một bàn nào. Tuy nhiên, đội tuyển Việt Nam cũng chỉ giành được huy chương Bạc, sau khi thúc thủ 0–2 trước Thái Lan. Trần Công Minh giành được danh hiệu Quả bóng vàng năm đó.
Tiger Cup 2000 là giải đấu cuối cùng của Trần Công Minh cho đội tuyển Việt Nam. Mặc dù đã lớn tuổi nhưng ông vẫn làm tròn vai trò phòng ngự của mình. Tại giải đấu này, Việt Nam bị loại tại bán kết sau khi thua 2–3 trước Indonesia trong hiệp phụ.
Cũng trong năm 2000, trước khi Tiger Cup 2000 khởi tranh, Trần Công Minh được góp mặt trong đội hình những ngôi sao toàn châu Á trong trận đấu chia tay tuyển thủ người Iran Nader Mohammadkhani, sánh vai cũng với Dusit Chalermsan, Hong Myeong-bo, Lee Dong-gook, Tochtawan Sripan, Yoo Sang-chul và Atsuhiro Miura đối đầu với tuyển chủ nhà Iran. Iran thắng trận đấu này 5–0.
| Năm       | Số lần ra sân | Số bàn thắng |
| --------- | ------------- | ------------ |
| 1995      | 1             | 0            |
| 1996      | 2             | 2            |
| 1997      | 7             | 1            |
| 1998      | 6             | 0            |
| 1999      | 5             | 0            |
| 2000      | 6             | 0            |
| Tổng cộng | 27            | 3            |

## Bàn thắng
| # | Lần ra sân | Ngày                 | Địa điểm                                 | Đối thủ     | Tỷ số | Kết quả | Giải đấu                             |
| - | ---------- | -------------------- | ---------------------------------------- | ----------- | ----- | ------- | ------------------------------------ |
| 1 | 2          | 2 tháng 9 năm 1996   | Sân vận động Jurong, Jurong, Singapore   | Campuchia   | 1–0   | 3–1     | Giải vô địch bóng đá Đông Nam Á 1996 |
| 2 | 3          | 7 tháng 9 năm 1996   | Sân vận động Jurong, Jurong, Singapore   | Myanmar     | 3–1   | 4–1     | Giải vô địch bóng đá Đông Nam Á 1996 |
| 3 | 9          | 14 tháng 10 năm 1997 | Sân vận động Senayan, Jakarta, Indonesia | Philippines | 3–0   | 3–0     | Đại hội Thể thao Đông Nam Á 1997     |

## Sự nghiệp huấn luyện
Trần Công Minh từ giã sân cỏ năm 2002. Năm 2003, Công Minh bắt đầu công việc huấn luyện và đã từng giữ vai trò huấn luyện viên trưởng đội 1 Đồng Tháp. Ông từng là trợ lý huấn luyện viên trưởng đội Đồng Tâm Long An. Tháng 7 năm 2008 ông lên thay huấn luyện viên Ednaldo Patricio làm huấn luyện viên trưởng và có trận thắng đầu tiên trước Hải Phòng với tỷ số 2–1 ngày 27 tháng 7 năm 2008. Sau đó ông liên tục là người đóng thế ở Đồng Tâm Long An. Tháng 4 năm 2012 Trần Công Minh chính thức thanh lý hợp đồng với Đồng Tâm Long An và trở về quê nhà Sa Đéc ba ngày sau ông được lãnh đạo đội Đồng Tháp mời làm huấn luyện viên trưởng thay thế Trang Văn Thành và đúng 1 năm sau khi thành tích của đội bóng không như mong muốn thì đội bóng đã quyết định sa thải.
Từ tháng 2 năm 2015 ông được Liên đoàn bóng đá Việt Nam VFF mời làm trợ lý cho HLV Miura ở Đội tuyển Quốc gia và Đội tuyển U23 Việt Nam.
Tháng 12 năm 2015 ông cho biết về việc nhận lời làm HLV trưởng, dẫn dắt đội Cà Mau thi đấu tại Giải hạng nhất 2016 với mục tiêu đến năm 2020 đưa Cà Mau lên V-League. Tuy dẫn dắt Cà Mau tham dự Giải hạng nhất 2016 nhưng ông và đội Cà Mau không ký kết hợp đồng với nhau "vì không tìm được tiếng nói chung".
Đến tháng 5 năm 2016, ông quyết định nhận lời làm HLV trưởng đội Đồng Tháp sau khi đội Đồng Tháp chỉ có được 3 điểm sau 7 trận tại V-League 2016.

## Thành tích
- Vô địch Việt Nam: Vô địch: 1989, 1996
- Cúp Tiger
  - Hạng nhì: 1998
  - Hạng ba: 1996
  - Các lần tham dự khác: 2000
- SEA Games
  - Hạng nhì: SEA Games 1995, SEA Games 1999
  - Hạng ba: SEA Games 1997
- Quả bóng vàng Việt Nam:
  - Quả bóng vàng: 1999
  - Quả bóng bạc: 1996
  - Quả bóng đồng: 1997, 1998